# Sarus (comes)
Sarus († 413 in Gallien) war ein spätantiker weströmischer Offizier (comes) visigotischer Abstammung.
Sarus war Gote und ein Bruder des späteren Westgotenkönigs Sigerich. Im Jahr 407 diente er dem magister militum Stilicho, als dieser gegen den Usurpator Konstantin (III.) kämpfte, der von Britannien nach Gallien übergesetzt hatte. Zuvor hatte Sarus bereits im römischen Dienst gegen Radagaisus gekämpft (siehe auch Schlacht bei Faesulae). Sarus schlug Konstantins Generäle Justinian und Nebiogastes im Rhonetal (letzterer wurde von Sarus ermordet, nachdem er Verhandlungen aufgenommen hatte), wurde dann aber von Konstantins Feldherrn Edobich und Gerontius gezwungen, sich über die Alpen nach Italien zurückzuziehen.
Konstantin III. sperrte nun die Alpenpässe und sicherte seinen Herrschaftsbereich; er bezog in Arelate (heute Arles) Residenz und wandte sich dann nach Hispanien, wo man noch loyal zu Kaiser Honorius stand. Es gelang Konstantin, Hispanien für sich zu gewinnen, während gleichzeitig in Italien Truppen zum Gegenangriff gesammelt wurden. Als jedoch am 22. August 408 Stilicho in Ravenna aufgrund einer Palastintrige erschlagen wurde, sagte sich Sarus, gefolgt von seinen Männern, von Honorius los. Dies erfolgte zu einer Zeit, als die Visigoten unter ihrem Anführer Alarich, mit dem Sarus persönlich verfeindet war (ebenso wie mit Alarichs Schwager Athaulf), unkontrolliert in Etrurien umherzogen.
Sarus führte im Jahr 410, nun anscheinend wieder in Diensten des Honorius, teilweise erfolgreich gegen Alarich Krieg. Zu dieser Zeit könnte er magister militum des Honorius gewesen sein, hatte also (gemeinsam mit zwei anderen Generälen) den mächtigsten militärischen Amtstitel im Römischen Reich inne. Alarich ließ schließlich im August 410 Rom plündern, starb aber kurze Zeit darauf; Konstantin wurde im darauffolgenden Jahr, 411, hingerichtet. Ebenfalls im Jahr 411 trat in Gallien aber ein neuer Usurpator auf, Jovinus, der von Burgunden und Alanen zum Kaiser ausgerufen worden war. Jovinus bekämpfte Honorius und hielt sich zwei Jahre, bis die Visigoten unter ihrem neuen Anführer Athaulf aus Italien nach Gallien kamen, um sich mit ihm zu treffen. Auch Sarus wollte sich Jovinus anschließen, dann kam es jedoch zu einem Gefecht zwischen Sarus und Athaulf, bei dem Sarus getötet wurde. Kurze Zeit später war Jovinus auf der Flucht; er wurde in Valentia (Valence) belagert, nach Narbo (Narbonne) gebracht und dort hingerichtet. 
Ein einstiger Gefolgsmann des Sarus erschlug drei Jahre später aus Rache Athaulf.